# Mannophryne larandina
Espèce
Synonymes
- Colostethus larandinus Yústiz, 1991

Statut de conservation UICN

 DD  : Données insuffisantes
Mannophryne larandina est une espèce d'amphibiens de la famille des Aromobatidae.

## Répartition
Cette espèce est endémique de la Sierra de Barbacoas dans l'État de Lara au Venezuela. Elle se rencontre à 1 800 m d'altitude.

## Publication originale
- Yústiz, 1991 : Un nuevo Colostethus (Amphibia: Dendrobatidae) en la Sierra de Barbacoas, Estado Lara, Venezuela. Bioagro, vol. 3, no 4, p. 145-151.